# Ривз, Мэтт
Мэ́ттью Джордж Ривз (англ. Matthew George Reeves, род. 27 апреля 1966) — американский режиссёр, сценарист и продюсер.

## Ранние годы
Ривз родился в Роквилл-Сентере, Нью-Йорк, и вырос в Лос-Анджелесе. Он начал снимать фильмы в восемь лет. Ривз встретил режиссёра Дж. Дж. Абрамса, когда им обоим было 13 лет. Когда Ривзу и Абрамсу было 15 лет, режиссёр Стивен Спилберг нанял их для переноса материалов с плёнки формата «8 Супер» на видеокассеты.
Будучи студентом университета Южной Калифорнии, Ривз снял короткометражный фильм Mr. Petrified Forest, который выиграл ряд наград и позже помог ему найти агента.

## Карьера
Его дебют в качестве режиссёра и сценариста был в 1994 году в эпизоде фильма «Столкновение с будущим». Год спустя он написал сценарий для боевика «В осаде 2: Тёмная территория», в 1996 году он снял фильм «Чужие похороны».
В 1998 году, совместно с Абрамсом, Ривз создал телесериал «Фелисити», где выступал в качестве шоураннера, сценариста и периодического режиссёра.
В 1999 году Ривз пишет сценарий к фильму «Ярды». В 2008 году он снял фильм «Монстро». В 2010 году следует ремейк шведского фильма ужасов «Впусти меня» с Коди Смит-Макфи и Хлоей Морец в главных ролях.
В феврале 2017 года было объявлено, что Ривз станет режиссёром супергеройского фильма «Бэтмен».

## Личная жизнь
Ривз женат на бывшем мультипликаторе Мелинде Ван. У них есть сын.

## Фильмография
| Год       |    | Русское название             | Оригинальное название            | Роль                          |
| --------- | -- | ---------------------------- | -------------------------------- | ----------------------------- |
| 1994      | ф  | Столкновение с будущим       | Future Shock                     | режиссёр, сценарист           |
| 1995      | ф  | В осаде 2: Тёмная территория | Under Siege 2: Dark Territory    | сценарист                     |
| 1996      | ф  | Чужие похороны               | The Pallbearer                   | режиссёр, сценарист           |
| 1997      | с  | Относительность              | Relativity                       | режиссёр                      |
| 1997      | с  | Убойный отдел                | Homicide: Life on the Street     | режиссёр                      |
| 1998—2002 | с  | Фелисити                     | Felicity                         | режиссёр, исполн. продюсер    |
| 2000      | ф  | Ярды                         | The Yards                        | сценарист, сопродюсер         |
| 2000—2001 | с  | Скрещивание Гидеона          | Gideon's Crossing                | режиссёр                      |
| 2003      | с  | Святой дозор                 | Miracles                         | режиссёр                      |
| 2006      | с  | Убеждение                    | Conviction                       | режиссёр                      |
| 2008      | ф  | Монстро                      | Cloverfield                      | режиссёр                      |
| 2010      | ф  | Впусти меня. Сага            | Let Me In                        | режиссёр, сценарист           |
| 2014      | ф  | Планета обезьян: Революция   | Dawn of the Planet of the Apes   | режиссёр                      |
| 2016      | ф  | Кловерфилд, 10               | 10 Cloverfield Lane              | продюсер                      |
| 2017      | ф  | Планета обезьян: Война       | War for the Planet of the Apes   | режиссёр, сценарист           |
| 2019      | с  | Перерождение                 | The Passage                      | исполн. продюсер              |
| 2019      | с  |                              | Surveillance                     | исполн. продюсер              |
| 2020      | с  | Рассказы из петли            | Tales from the Loop              | исполн. продюсер              |
| 2020      | с  | Вдали                        | Away                             | исполн. продюсер              |
| 2021      | с  | Обычный парень Джо           | Ordinary Joe                     | сценарист, исполн. продюсер   |
| 2021      | ф  | Мать/Андроид                 | Mother/Android                   | продюсер                      |
| 2022      | ф  | Бэтмен                       | The Batman                       | режиссёр, сценарист, продюсер |
| 2024      | ф  | Воздушное ограбление         | Lift                             | продюсер                      |
| 2024      | мс | Бэтмен: Крестоносец в плаще  | Batman: Caped Crusader           | исполн. продюсер              |
| 2024      | с  | Пингвин                      | The Penguin                      | исполн. продюсер              |
| 2027      | ф  | Бэтмен. Часть 2              | The Batman — Part II             | режиссёр, сценарист, продюсер |
| TBA       | с  |                              | Gotham PD                        | исполн. продюсер              |
| TBA       | с  |                              | The New Wilderness               | исполн. продюсер              |
| TBA       | с  | Безымянный сериал об Аркхеме | Оригинальное название неизвестно | создатель сериала             |

## Награды и премии
- 2008 год — специальная премия «Сатурн» Filmmaker’s Showcase Award[5].
- 2010 год — получил награду «Лучший фильм» в Gotham Awards за фильм «Впусти меня. Сага».
- 2022 год — премия «Сатурн» за лучшую режиссуру за фильм «Бэтмен»[6].